# IPhone XR
Das iPhone XR (Eigenschreibweise mit 🅁 oder Kapitälchen statt des üblichen R) ist ein Smartphone der iPhone-Reihe des US-amerikanischen Unternehmens Apple. Es wurde am 12. September 2018 während des Apple Events zusammen mit dem teureren iPhone XS und XS Max im Steve Jobs Theater vorgestellt. Es ist einer der Nachfolger des iPhone 8. Das „X“ im Namen steht als römische Ziffer für die Zahl Zehn, für das 🅁 nennt Apple keine Bedeutung.

## Geschichte
Das 2017 vorgestellte iPhone X sollte laut Apple die Grundlage für die folgenden iPhone-Generationen sein. 2018 wurde das neue Design, welches sich durch eine rahmenlose Front ohne Home-Button auszeichnet, in weiteren Modellen eingeführt. Wie das gleichzeitig vorgestellte iPhone XS Max, welches der Gehäusegröße der früheren Plus-Modelle mit 5,5 Zoll-Bildschirm entspricht, besitzt das iPhone XR keinen Home-Button.
Hinsichtlich des Preises und der Gehäusegröße befindet es sich in der Mitte zwischen iPhone 8 und iPhone 8 Plus. Es markiert den Einzug des neuen Designs in die vorige preisliche Hauptreihe des iPhones, unterhalb des iPhone X, XS und der späteren Pro-Modelle.
Ab iOS 13 ist WPA3 als Weiterentwicklung von WPA2 für das iPhone XR verfügbar. Der Router des WLANs muss dies unterstützen.
Im September 2024 erschien iOS 18, das auch auf dem iPhone XR installiert werden konnte. Dies wird jedoch das letzte Update für das Gerät sein, da das iPhone XR und andere Modelle nicht mehr unterstützt werden, wenn iOS 19 erscheint.

## Charakteristika

### Bildschirm
Der Bildschirm ist 6,1 Zoll groß. Ebenso wie das iPhone X besitzt das iPhone XR keinen Home-Button mit Fingerabdrucksensor, sondern Face ID.
Im Gegensatz zum iPhone XS hat das iPhone XR ein Liquid Retina Display mit einer geringeren Pixeldichte von 326 ppi. Das ist die gleiche Technologie wie im Vorgänger iPhone 8.

### System-on-a-Chip
Es ist ein A12 Bionic verbaut, der gleiche Prozessor wie im iPhone XS und iPhone XS Max. Im Gegensatz zu diesen besitzt das iPhone XR nur 3 statt 4 GB RAM.

### Gehäuse
Das Gehäuse ist wie beim iPhone 8 aus Aluminium und Glas, während beim iPhone XS Edelstahl statt Aluminium verwendet wird.
Die relativ große Auswahl von Farben (schwarz, weiß, gelb, rot, hellblau und Koralle) wurde innerhalb der Vermarktung genutzt.
Das iPhone XR ist nach Schutzart IP67 zertifiziert.

### Akku
Es hatte zum Zeitpunkt seiner Veröffentlichung die längste Akkulaufzeit bei einem iPhone-Modell jemals.

## Verfügbarkeit
In Deutschland konnte das iPhone XR ab 19. Oktober 2018 vorbestellt werden. Es kostete das Gerät zur Markteinführung bei Apple 849 € für die Variante mit 64 GB, 909 € für 128 GB und 1019 € für 256 GB.
Mit der Einführung des iPhone 11 am 20. September 2019 wurden die Preise gesenkt. Die Version mit 64 GB kostete fortan 699 €, jene mit 128 GB kostete 749 €. Die Variante mit 256 GB entfällt.
Ab dem 1. Juli 2020 gab Apple den gesenkten Mehrwertsteuersatz an die Konsumenten weiter. Die neuen Preise betrugen nun 681,35 € und 730,10 € für 64 GB bzw. 128 GB.
Mit der Vorstellung des iPhone 12 am 13. Oktober 2020 wurde das iPhone XR erneut im Preis gesenkt. Die Variante mit 64 GB kostete 564,40 €, die mit 128 GB war für 613,10 € erhältlich. Wie beim iPhone 12 entfallen jedoch die zuvor im Lieferumfang enthaltenen EarPods mit Lightning-Anschluss und der Ladeadapter. Das USB-A-zu-Lightning-Kabel wird ersetzt durch ein USB-C-zu-Lightning-Kabel.
Ab dem 1. Januar 2021 entfiel der gesenkte Mehrwertsteuersatz in Deutschland. Das iPhone XR kostete fortan 579 oder 629 € für 64 oder 128 GB.
Mit der Veröffentlichung des iPhone 13 am 14. September 2021 wurde der Verkauf des iPhone XR eingestellt.
| Speicher | 19. Oktober 2018 | 20. September 2019 | 1. Juli 2020     | 13. Oktober 2020 | 1. Januar 2021 |
| -------- | ---------------- | ------------------ | ---------------- | ---------------- | -------------- |
| 64 GB    | 849 € (1.032 €)  | 699 € (838 €)      | 681,35 € (813 €) | 564,40 € (673 €) | 579 € (670 €)  |
| 128 GB   | 909 € (1.105 €)  | 749 € (898 €)      | 730,10 € (871 €) | 613,10 € (731 €) | 629 € (728 €)  |
| 256 GB   | 1019 € (1.239 €) | —                  | —                | —                | —              |